# 內弗爾卡拉金字塔
內弗爾卡拉金字塔（英語：Pyramid of Neferirkare Kakai）是位於埃及吉薩平原以南阿布西爾大型墓地的一座金字塔，為古埃及第五王朝時興建，是當時所有金字塔中最高的一座。
第五王朝標誌著舊王國時期大金字塔建築的終結。那個時代的金字塔越來越小，越來越規範，雖然複雜的浮雕裝飾也激增。然而內弗爾卡拉金字塔卻偏離了慣例，因為它最初是作為階梯金字塔建造的：這種設計在第三王朝（公元前26或27世紀）之後就已經過時了。雖然興建工程在內弗爾卡拉死前並未完成，但這座金字塔原本高達70米；儘管金字塔的外部嚴重磨損，現時的高度也有五十多米。